# Porthkerry
Porthkerry (walisisch: Porthceri) ist ein kleines Dorf am Bristolkanal in der Community Rhoose in der walisischen Principal Area Vale of Glamorgan.

## Geographie
Porthkerry liegt auf etwa 41,8 Metern Höhe an der Küste des Bristolkanals. Porthkerry gehört zur Community Rhoose, in deren Osten es zu verorten ist.
| Tredogan |         |       |
| Rhoose   | Kompass | Barry |
|          |         |       |

## Geschichte
Das Gebiet von Porthkerry war bereits vor der Ankunft der Römer im heutigen Großbritannien besiedelt. Ein Beispiel dafür ist ein Fundort namens The Bulwark, der vermutlich in etwa zwischen 2000 v. Chr. und 75 n. Chr. bewohnt war und als strategischer Punkt mit Ausblicken über den Bristolkanal wichtig war. Hinterlassenschaften der Bewohner sind Erdbauten und Gräben. Außerdem gab es weitere kleine Siedlungen in der Gegend. Die verhältnismäßig dichte Besiedlung wird mit der guten Beschaffenheit des Bodens rund um Porthkerry erklärt. Nach der Invasion durch das Römische Reich geriet die Region um Porthkerry wegen der Fülle von gut für Mörtel und Zement geeigneten Kalkstein in den Fokus. Es gibt Vermutungen darüber, dass der Name Porthceri ebenfalls aus dem Zeitraum der römischen Invasion kommt: In dieser Zeit gab es in der Region um das Dorf bereits eine Art Hafen und Ceri ap Caid, ein Sohn von Caratacus, wurde von den Römern in Südwales als Statthalter eingesetzt. Von daher gibt es Vermutungen, dass Ceri ap Caid den Hafen stark ausgebaut hat und deshalb ein Ort in der Nähe des Hafens Porthceri benannt wurde. Allerdings wurde der Hafen vermutlich erst zu einem größeren Hafen, als im Jahr 286 nach Christus über hundert Schiffe als Teil der Classis Britannica dort stationiert wurden.
1093 landete in Porthkerry Robert Fitzhamon und zwölf seiner Gefolgsleute, die später Teile von Wales unter ihre Kontrolle brachten. Um das Jahr 1600 gibt es Belege dafür, dass in der Nähe von Porthkerry eine Burg existierte, von der heute aber keine Spuren mehr existieren. Im Jahr 1607 wurde Porthkerry wie viele andere Orte am Bristolkanal von den Überschwemmungen am Bristolkanal 1607 getroffen, es gibt auch Vermutungen darüber, dass dadurch auch der Hafen von Porthkerry zerstört wurde. In den folgenden Jahrhunderten war Porthkerry eine kleinere Ansiedlung von Häusern. Im 19. Jahrhundert lebte in Porthkerry der Politiker und Cricketspieler Edward Romilly, dessen Familie den Porthkerry Country Park stiftete und dessen Grab in der Nähe von St Curig zu finden ist.

## Verkehr
Durch Porthkerry verläuft eine Eisenbahnlinie der Vale of Glamorgan line. Am 2. Oktober 2014 entgleisten in Porthkerry die letzten zwei Waggons eines Güterzuges durch einen Defekt an einer Schiene. Außerdem hält in Porthkerry eine Buslinie, die zwischen Bridgend und Llantwit Major beziehungsweise Barry verkehrt. Zudem liegt Porthkerry südöstlich des Cardiff Airports.

## Bauwerke

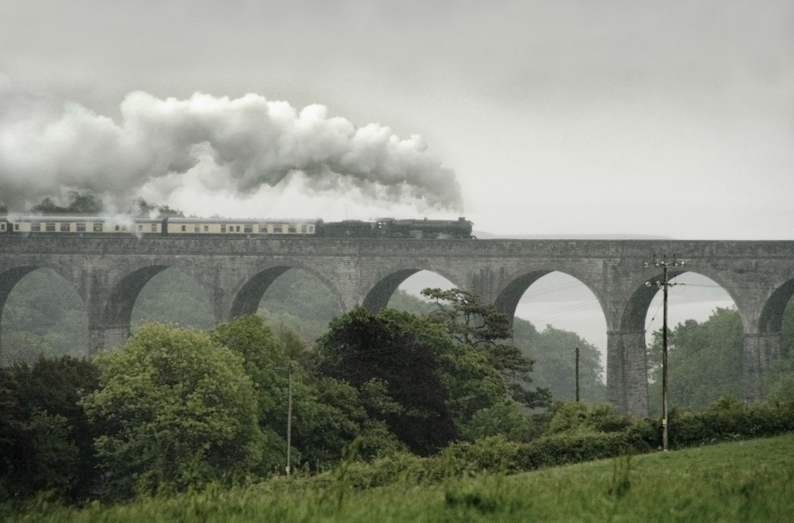
Das Porthkerry Viaduct

Die Kirche St Curig ist zumindest aus dem 15. Jahrhundert. Im 18. Jahrhundert predigte John Wesley mehrfach in der Kirche, während sie 1987 restauriert und später sukzessive in Stand gehalten bzw. ausgebaut wurde. Nordöstlich von Porthkerry existiert der Porthkerry Country Park, ein Landschaftspark, in dem auch das Porthkerry Viaduct zu finden ist.
Insgesamt wurden in Porthkerry fünf Gebäude in die Statutory List of Buildings of Special Architectural or Historic Interest aufgenommen. Dies sind die Kirche St Curig, ein Kreuz im Kirchhof von St Curig, das Farmhaus der Glebe Farm und ein Nebengebäude der Farm sowie das alte Schulhaus des Ortes. St Curig und die Gebäude der Farm sind Grade II* buildings, das Kreuz und das Schulhaus Grade II buildings.